# 勒佩尔蒂
勒佩尔蒂（法語：Le Pertuis，法語發音：[lə pɛʁtɥi]）是法国上卢瓦尔省的一个市镇，属于勒皮区。

## 地理
勒佩尔蒂（45°5'47"N, 4°3'32"E）面积11.89 平方千米，位于法国奥弗涅-罗讷-阿尔卑斯大区上盧瓦爾省，该省份为法国中南部省份，北起多姆山省和卢瓦尔省，西接康塔爾省，南至洛泽尔省，东临阿尔代什省。
与勒佩尔蒂接壤的市镇（或旧市镇、城区）包括：贝萨莫雷勒、凯里耶尔、罗西耶尔、圣艾蒂安-拉尔代罗勒、圣奥斯蒂安、圣于连迪皮内、伊桑若。

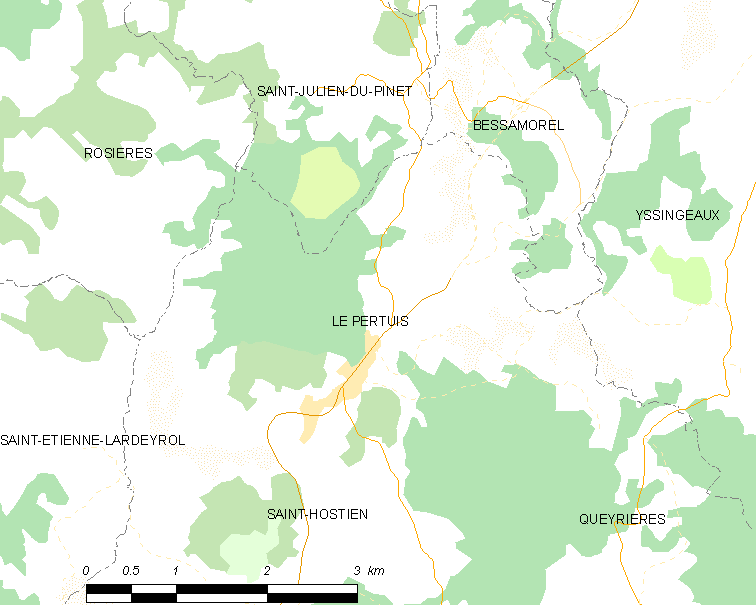
勒佩尔蒂的OSM定位图

勒佩尔蒂的时区为UTC+01:00、UTC+02:00（夏令时）。

## 行政
勒佩尔蒂的邮政编码为43200，INSEE市镇编码为43150。

## 政治
勒佩尔蒂所属的省级选区为昂布拉韦-梅加勒县。

## 人口

1962-2008年间勒佩尔蒂人口变化图示

勒佩尔蒂于2022年1月1日时的人口数量为542人。